# Kersantite

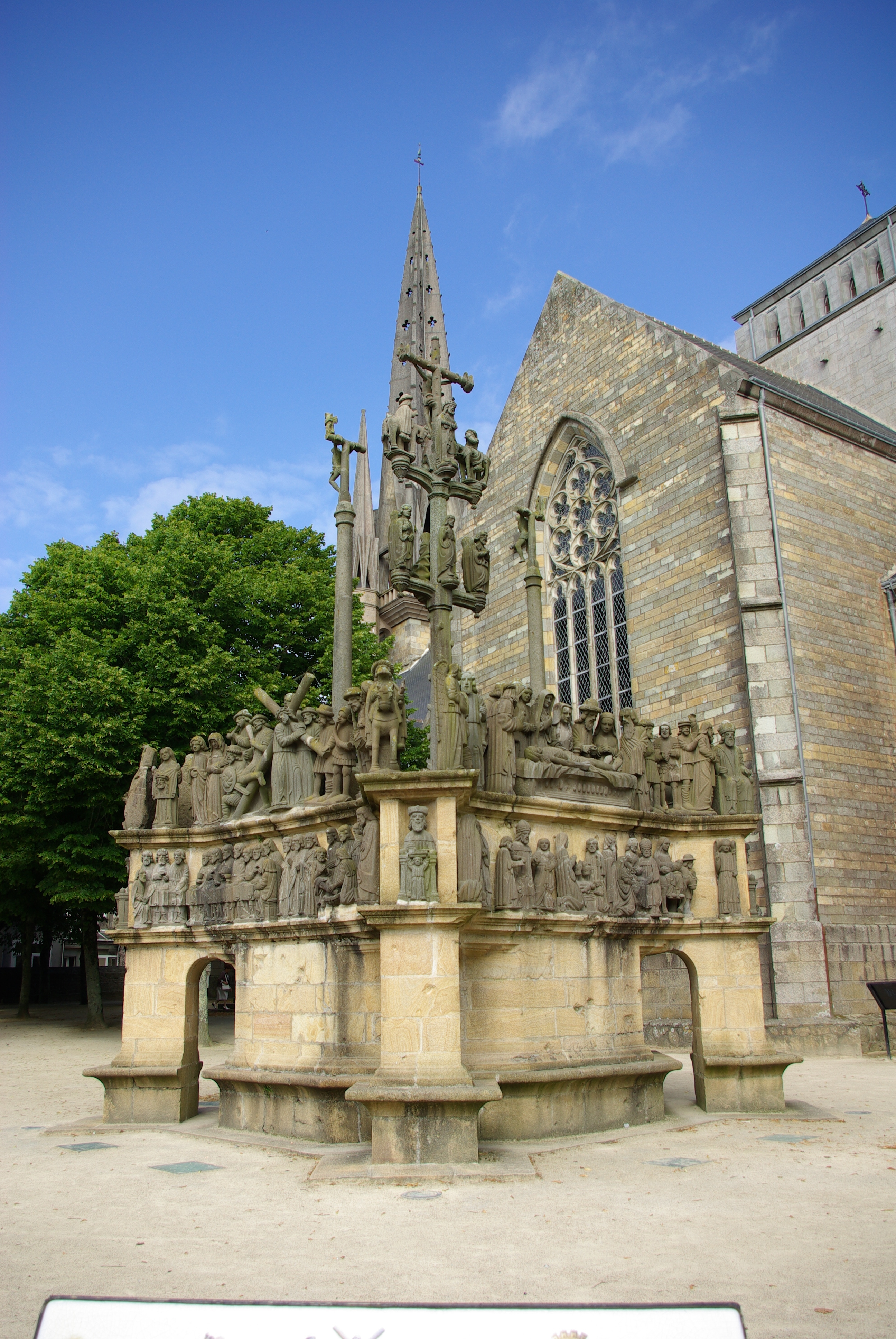
Exemple de polylithisme, le calvaire de Plougastel-Daoulas qui alterne les pierres de Kersanton sombres dont les paillettes de biotite donnent à la roche un aspect brillant caractéristique, et les pierres de Logonna ocres rehaussées de cernes concentriques.

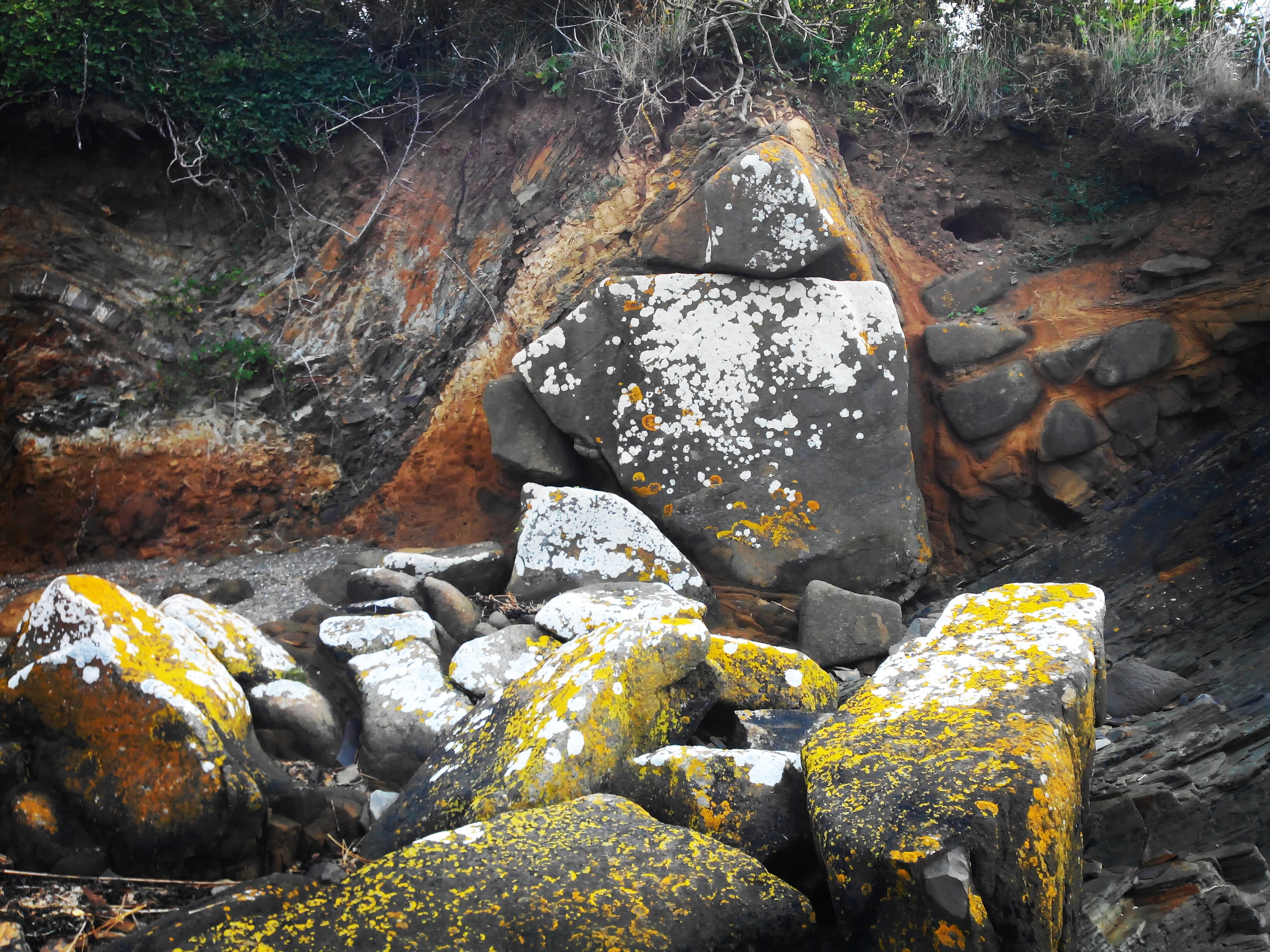
Filon de kersantite de Kerdreolet (L'Hôpital-Camfrout) : la roche sombre et microgrenue est à phénocristaux de biotite et avec une pâte de plagioclases calciques (de chlorite, de biotite et de quartz). Elle acquiert une teinte brune sous l'effet de l'altération des biotites (paillettes mordorées) et offre des débits caractéristiques en boules écailleuses, témoins d'une desquamation en surface et de fissurations dans la masse.

La kersantite (dont le nom, initialement proposé par Achille Delesse en 1850, dérive d'un toponyme breton, Kersanton, petit hameau de Loperhet dans la rade de Brest), est une roche magmatique filonienne, de la famille des lamprophyres. Bien que relativement rare, cette variété de roche se rencontre sur tous les continents. Appelée localement, de manière impropre, “granite de Kersanton“, elle présente un grand intérêt pour la sculpture. Sa tendreté à la taille, sa grande résistance à l’érosion et ses différents faciès exploités (se distinguant par un grain et des nuances de couleur variables, de noir verdâtre à gris très clair) expliquent son emploi dans l'architecture et la statuaire locales (enclos paroissiaux, statues de Roland Doré ou de Yann Larc'hantec) mais aussi plus distales (cependant, malgré une légende relayée par les médias, le socle de la statue de la Liberté à New York n'est pas en kersantite).
Roche qui émarge à la nomenclature internationale des roches magmatiques depuis les travaux de Carl Wilhelm von Gümbel en 1874 (Die palāolithischen eruptivgesteine des Fichtelgebirges; Franz, Munich), elle est la seule dont le nom officiel international soit directement issu d'un toponyme de Bretagne (il en existe d'autres, moins connues, et dont les noms ne sont pas des termes officiels, comme la sizunite, une roche proche de la kersantite dont le nom provient du cap Sizun, ou la morbihannite — le jade breton —, gneiss alumineux dans le golfe du Morbihan). Elle fournit un exemple de destruction partielle d'un patrimoine géologique mondial, la carrière de Kersanton, nom du lithotype de la kersantite, ayant été comblée avec des déchets ménagers. L'exploitation de cette pierre indissociable de l'architecture bretonne a connu une destinée exceptionnelle, depuis l'âge du fer (utilisation pour des stèles) jusqu'au milieu du XXe siècle. Elle est abandonnée après la Seconde Guerre mondiale (aspect noirâtre, concurrence du granite rose de l'Aber-Ildut ou « déferlante » de ceux d'origine étrangère , « emprise irrésistible du béton », situation reculée des carrières). Le savant géologue et érudit historien Louis Chauris prône sa réhabilitation : « utilisation dans la restauration des monuments historiques, préservation et valorisation d’un ou deux sites d’extraction, renouveau de la sculpture… ». Faisant partie intégrante du parc naturel régional d'Armorique, cet élément patrimonial est mis en avant lors du dossier de candidature du projet Geopark Armorique auprès de l'UNESCO en novembre 2019, dans le but de rejoindre le Réseau mondial des Géoparcs.

## Gisements armoricains
La kersantite tire son nom du hameau de Kersanton (commune de Loperhet) situé à proximité de la rade de Brest, à environ 15 km au sud-est de la ville de Brest. La carrière de Rhun-Vras (Run), à l'Hôpital-Camfrout exploite aussi cette roche. On en trouve aussi des gisements à Penallan en Plougastel-Daoulas, à Penavoas au Faou, à Kerascoët et Tréoc en l'Hôpital-Camfrout, à Kersanton en Loperhet, à Moulin-Mer et Le Roz en Logonna-Daoulas, etc., tous ces gisements étant proches de la rade de Brest. L'île Ronde en face de Plougastel avait aussi un gisement, abandonné depuis longtemps.
D'autres gisements se trouvent un peu plus en Bretagne intérieure comme au Moulin du Crann en Lennon, Guervénec en Rumengol, Resthervé en Poullaouen, Saint-Roch en Carhaix ou aux alentours du Tréhou.

## Données scientifiques

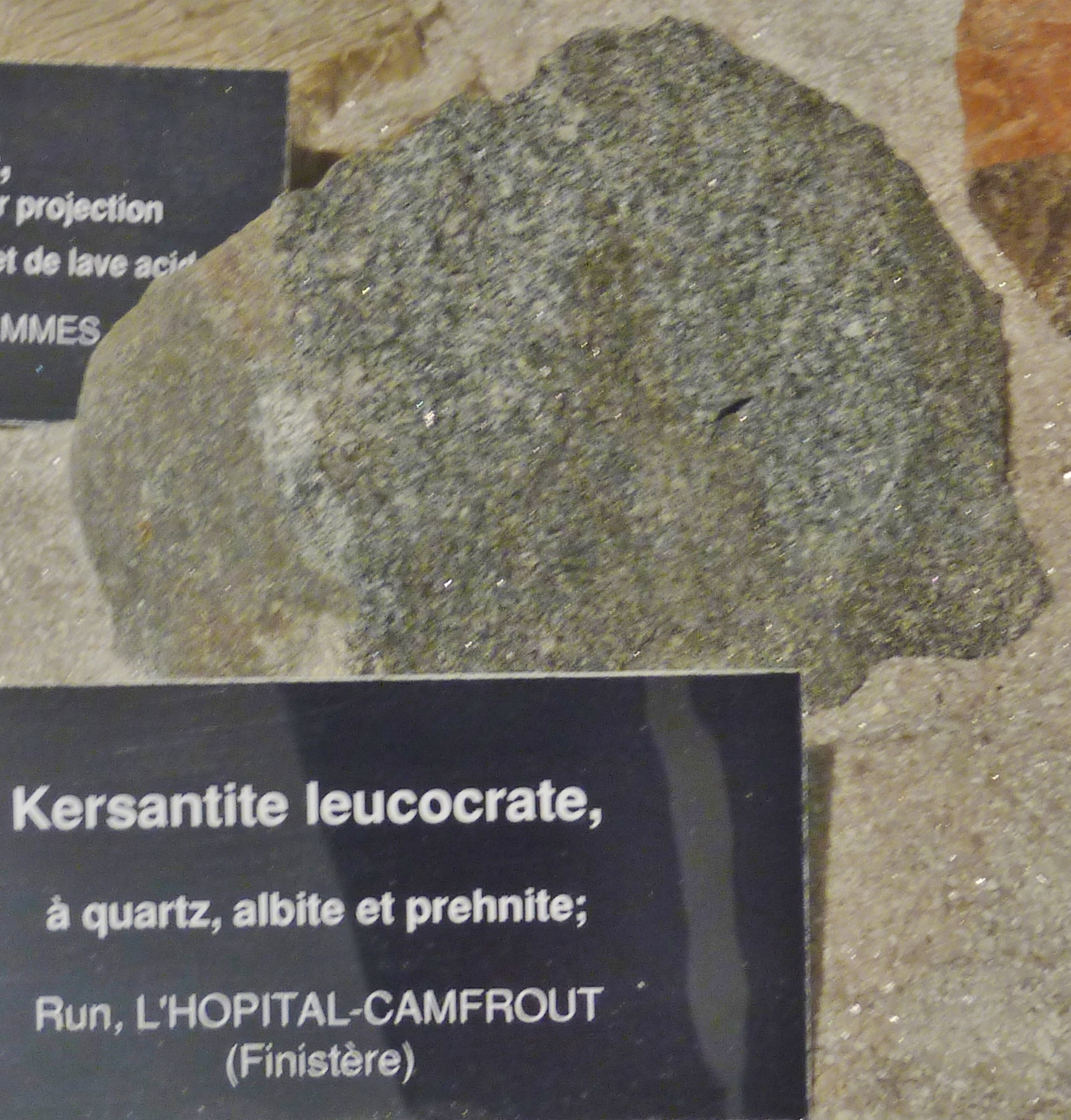
Kersantite trouvée au Run en L'Hôpital-Camfrout

La  kersantite n'est pas un granite (roche magmatique plutonique felsique) mais un granit (terme de carrier). C'est une roche mafique subvolcanique (c'est-à-dire intrusive, possiblement - mais pas obligatoirement - formée à l'aplomb de volcans), qui fait partie de la famille des lamprophyres. En conséquence, ces roches affleurent sous forme de filons et ont un grain de fin à modérément grossier. Constituées généralement d'au moins 35 % de mica noir (biotite et/ou phlogopite), les kersantites sont de couleur sombre (mélanocrates) ou grise (mésocrates).
Une étude récente très complète des kersantites ouest-armoricaines a permis d'apporter de nombreuses informations inédites.
- Toutes les kersantites W-armoricaines ont une géochimie comparable, quels qu'en soient le grain ou la couleur.
- La teinte grise du faciès clair, caractéristique en particulier des kersantites prélevées dans la carrière de Rhun-Vras à l'Hôpital-Camfrout ou à la Pointe du Château à Logonna-Daoulas, est due à la chloritisation des micas noirs par hydrothermalisme.
- Les kersantites W-armoricaines se sont mises en place sous forme de filons (sills ou dykes), à une profondeur comprise entre 7,5 et 11,5 km. Ces roches sont actuellement observables à l'affleurement car elles ont été dégagées par l'érosion.
- Les kersantites W-armoricaines sont systématiquement associées à des microgranodiorites, dont le représentant le plus célèbre est la Pierre du Roz à Logonna-Daoulas, ou à des microgranites, comme l'intrusion de l'Île Longue. Il est à remarquer que ces roches, qui ont un lien génétique et se sont mises en place en même temps et dans les mêmes zones, se retrouvent aussi associées dans de très nombreux calvaires bretons, comme celui de Plougastel-Daoulas ou de Coatnant à Irvillac. Le socle est en Pierre du Roz (microgranodiorite) tandis que les fûts et la statuaire sont en kersantite.
- Les kersantites et les roches associées (microgranodiorites et microgranites) sont des filons syntectoniques, c'est-à-dire qu'ils se sont mis en place au cours de la compression hercynienne (entre 330 et 310 Ma).
- Les magmas correspondants ont évolué dans des réservoirs magmatiques initialement situés à une profondeur comprise entre 26 et 30 km.
- Le liquide primaire à l'origine des magmas kersantitiques provient de la fusion partielle de la lithosphère mantellique métasomatisée par du sédiment subducté, à une profondeur d'environ 80 km.
- Dans l'histoire hercynienne du Massif armoricain, les kersantites et les filons associés apparaissent après un événement magmatique majeur anté-tectonique qui affecte l'ensemble des domaines centre/nord armoricains : l'intrusion du gabbro de Saint-Jean-du-Doigt[14] (vers 347 Ma[15]) et des dolérites carbonifères nord-armoricaines et de la rade de Brest (340-330 Ma), ainsi que l'effusion des basaltes associés aux bassins viséens de Châteaulin, Laval et Ouessant-Sud (336 Ma pour Ouessant[16]). La formation des gabbros/dolérites/basaltes entre 347 et 330 Ma par fusion asthénosphérique, puis celle des kersantites/microgranodiorites/microgranites entre 330 et 310 Ma par fusion lithosphérique (après métasomatose) implique une extension profonde dans les premiers temps de la convergence Avalonia/Armorica. Pour cela, il faut envisager un probable mécanisme de subduction continentale avec verticalisation de la lithosphère plongeante.

Des filons de kersantite carbonifères de syn- à post-tectoniques s'observent également dans le Massif central, notamment dans les Cévennes où la roche est nommée localement « fraidonite » ou « fraidronite » dans le premier article mentionnant leur découverte en 1844.
Une synthèse des études de ces kersantites met en évidence les caractéristiques suivantes: 
- Ces lamprophyres se caractérisent par une teinte très sombre due à l'abondance de biotite dans la roche.
- La texture microgrenue peut être vacuolaire, suggérant une mise en place en contexte subvolcanique.
- La plupart de ces filons sont globalement orientés N-S mais nombre d’entre eux sont parallèles à la schistosité.
- Ils se sont mis en place il y a 310 à 300 millions d’années (datation 40Ar/39Ar sur biotite)[20] lors de la phase d’extension post-orogénique de la chaîne varisque[21],[22]. Leur formation est contemporaine de la mise en place de granodiorites observées au mont Aigoual, le Saint-Guiral, le Liron et le mont Lozère [23]. Ils ont traversé les schistes formés il y a 340 millions d’années[24] lors de l'orogénèse varisque.

### Les minéraux caractéristiques
- Les micas noirs (biotite et phlogopite), qui donnent son éclat très particulier à cette variété de lamprophyre.
- Le plagioclase (oligoclase, andésine ou labrador).

### Des minéraux moins abondants
- La calcite primaire (magmatique) et/ou secondaire (d'altération).
- La dolomite provenant de la transformation de l’amphibole (échantillons des Cévennes).
- Le clinopyroxène, généralement de composition augitique ou diopsidique, dans certains échantillons (Le Faou, Hanvec).
- L'amphibole (magnésiohastingsite, hastingsite, magnésiohornblende, tschermakite), dans certains échantillons (Logonna-Daoulas).
- L'olivine (toujours altérée): c'est un silicate ferromagnésien, comme son nom l'indique de couleur vert olive, de formule générale (Fe, Mg)2SiO4.
- L'apatite : c'est un phosphate de calcium de formule Ca5(PO4)3(OH, F, CL).
- Les feldspaths alcalins.
- La chlorite.
- La magnétite.
- Les sulfures (échantillons des Cévennes).
  - On note également la présence régulière de quartz, mais seulement sous la forme de xénocristaux ou bien de minéraux secondaires, c'est-à-dire d'altération.

## L'exploitation de la pierre de Kersanton

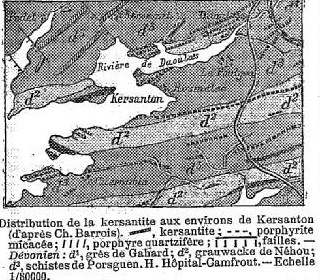
Les affleurements de kersantite dans les parages de la rade de Brest

La pierre de Kersanton est exploitée depuis la Préhistoire comme l'attestent des haches polies façonnées dans ce matériau et trouvées dans la région d'Hanvec ; une statue gauloise trouvée à Plougastel était déjà en Kersanton ; son exploitation pour la statuaire et la construction d'édifices religieux commence au XVe siècle, dans des perrières, nom qui à l'époque était utilisé pour nommer une carrière, comme en témoignent les plus vieux monuments retrouvés. Concernant la carrière du Roz en Logonna-Daoulas, un acte du 3 octobre 1514 et un autre de 1625 font obligation de « tenir la dicte perrière nette, désencombrée et délivrée de tous attraits ». Les églises du Folgoët, de Rumengol, de L'Hôpital-Camfrout, etc., ont été les premières construites avec ce matériau, utilisés aussi aux XVIe siècle et XVIIe siècle dans les ateliers de sculpture de Roland Doré, Julien Ozanne [par exemple pour le calvaire de Pleyben], Jean Le Bescont [par exemple l'enclos paroissial de Saint-Thégonnec], etc.). Après un ralentissement de l'activité au XVIIIe siècle, l'exploitation reprend de manière industrielle dans la seconde moitié du XIXe siècle, de nouveaux débouchés s'étant ouverts, notamment pour la construction d'ouvrages d'art (par exemple des viaducs des lignes de chemin de fer et des phares), d'églises (de nombreuses églises sont reconstruites sous le Second Empire) et dans les monuments funéraires (y compris les monuments aux morts).

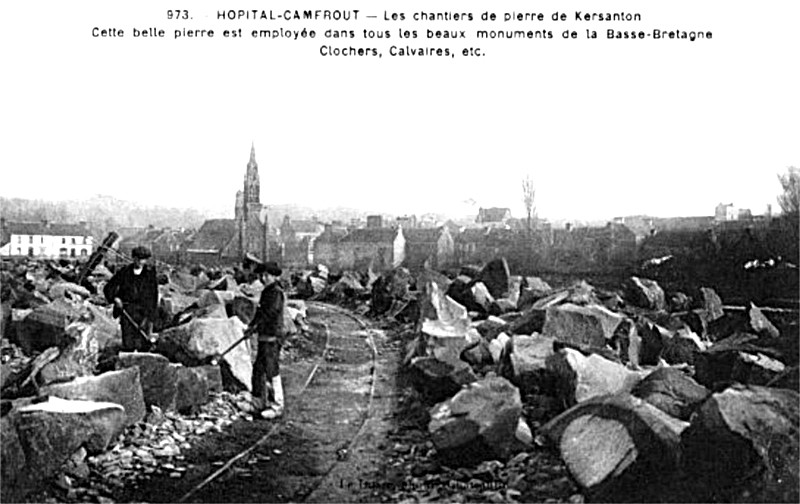
Les carrières de kersanton à L'Hôpital-Camfrout (vers 1910 ?).

Camille Vallaux décrit ainsi l'activité en 1906 :

« En 1838, il n'y avait que deux carrières exploitées, l'une à Sainte-Marguerite en Logonna, l'autre à Kerascoët en L'Hôpital-Camfrout. Aujourd'hui, le centre de l'extraction s'est porté au grand et au petit Run dans la commune de Logonna [en fait dans la commune de L'Hôpital-Camfrout], à 300 mètres à l'ouest du bourg de L'Hôpital. Là existent quatre carrières dont deux sont très étendues et parfaitement outillées, avec machines à vapeur pour l'extraction et l'épuisement [de l'eau], treuils, rails et wagonnets. Le chargement des pierres se fait à pied d'œuvre sur des gabares, qui remontent la Rivière de L'Hôpital et qui transportent la kersantite à Brest et dans tous les ports de la côte. (…) En août 1904, le nombre [des ouvriers] ne dépassait pas 120, dont 100 pour les deux principales carrières, mais aux périodes de grandes activités, on a compté jusqu'à 300 ouvriers. »

Cette exploitation s'est faite dans des carrières de faible profondeur, les filons étant situés entre une profondeur de 20 m à 40 m. Compte tenu de la faible altitude des carrières, les fronts de taille devaient être asséchés en permanence par pompage. Ces filons sont situés entre des couches de schiste, ce qui permet de les dégager assez facilement.
La pierre de Kersanton est de couleur verdâtre, mais elle noircit avec le temps. Elle se taille et se sculpte au sortir de la carrière, et durcit ensuite à l'air. Un autre des gros atouts du site de Kersanton, hormis la qualité de la pierre, est la proximité de la mer, située à moins de 8 km : le transport maritime a de tout temps été utilisé pour acheminer ces pierres dans le monde entier. Mais une bonne partie de la production était sculptée sur place et acheminée comme produit fini.
Les carriers de Logonna et L'Hôpital-Camfrout étaient souvent propriétaires des navires qui amenaient les pierres à Brest. Chaque carrière disposait d'un droit d’usage du domaine public maritime, afin d’effectuer les chargements, créant au fil des ans, principalement au XIXe siècle, des cales en pierres sèches

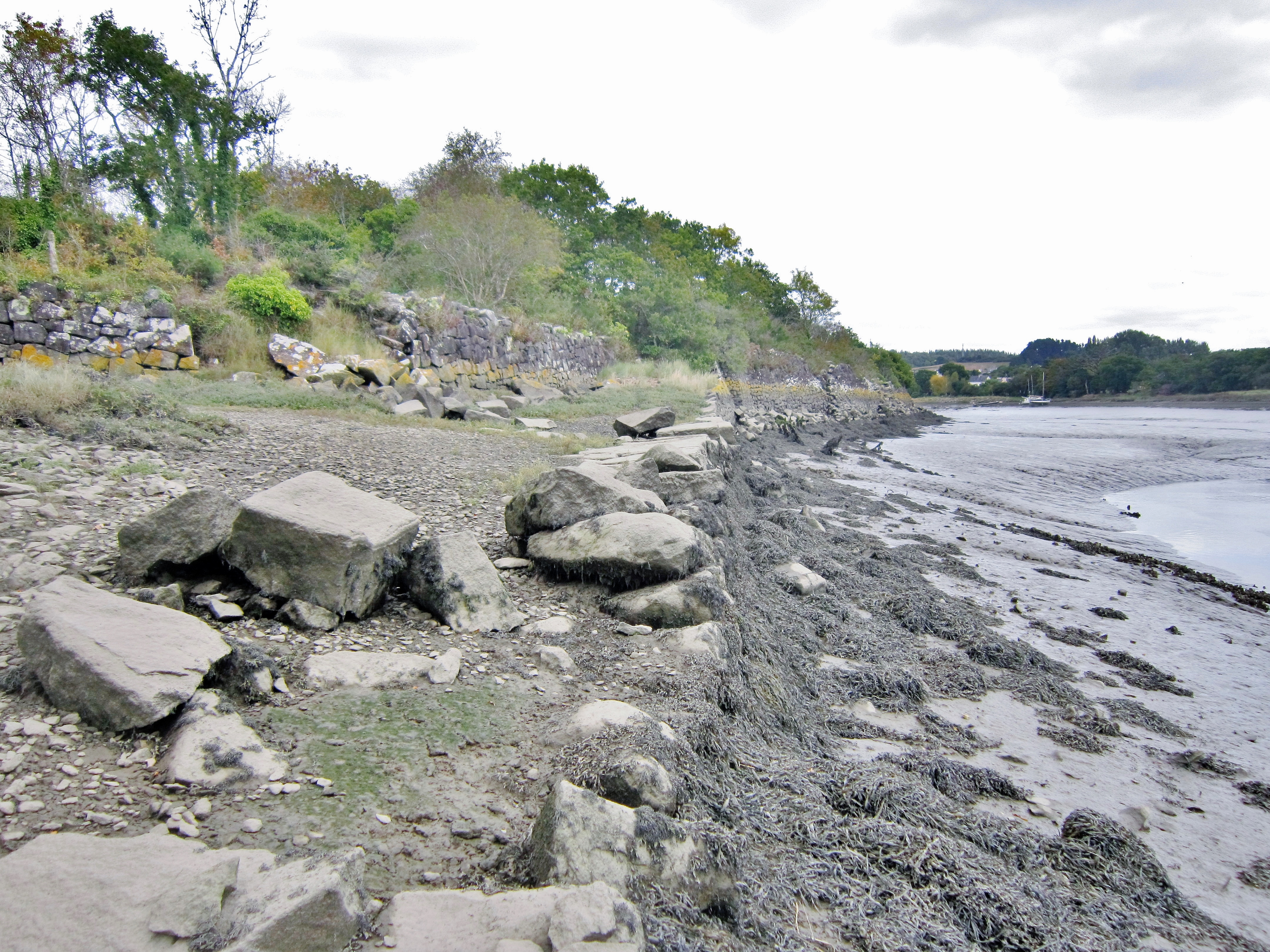
Ancien quai servant à l'exportation des blocs de kersantite le long de la rive nord de la ria du Camfrout près de Kersanton.
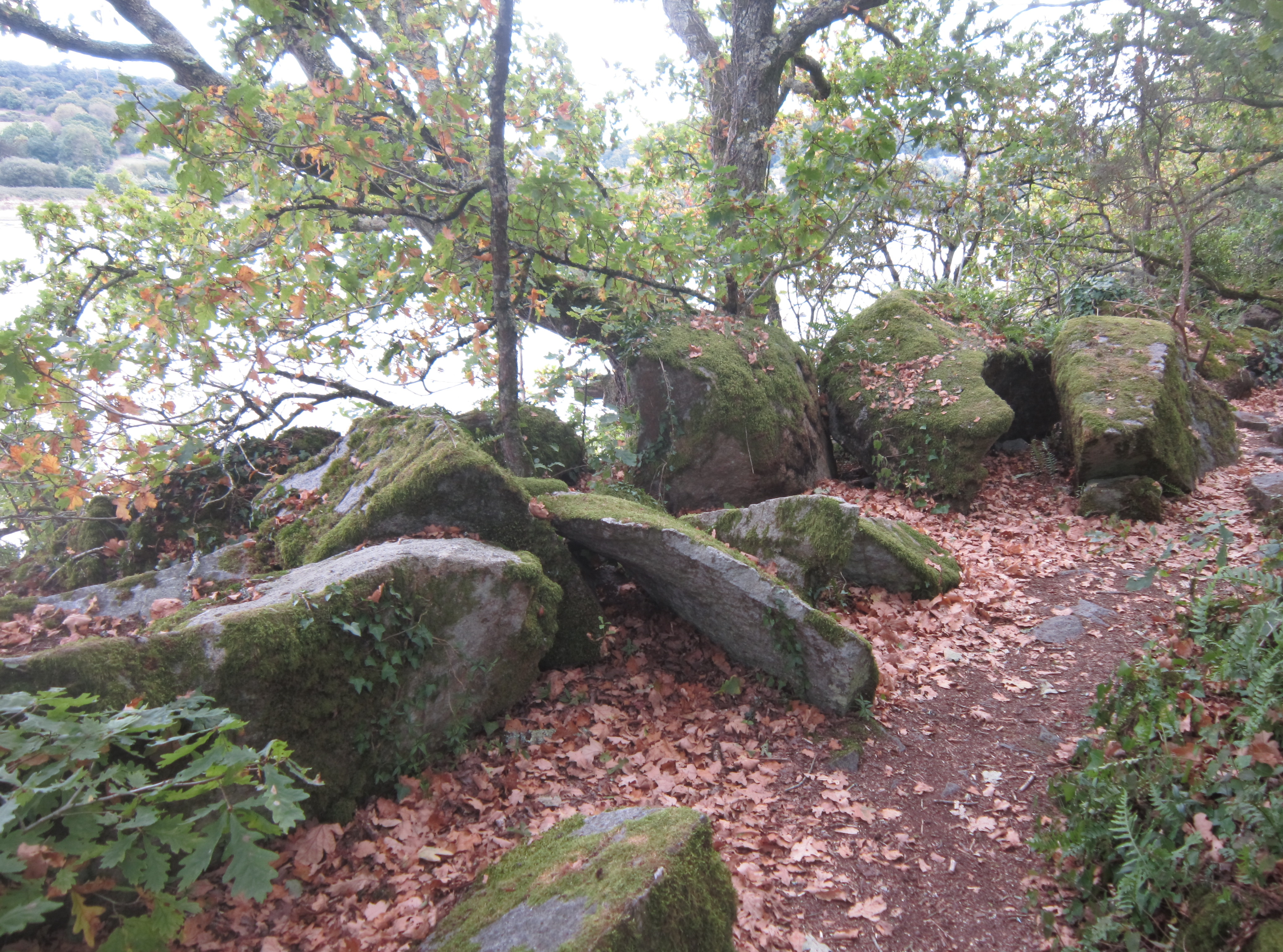
Blocs de kersantite (résidus de carrière) abandonnés le long du sentier piétonnier longeant la rive nord de la ria du Camfrout près de Kersanton.
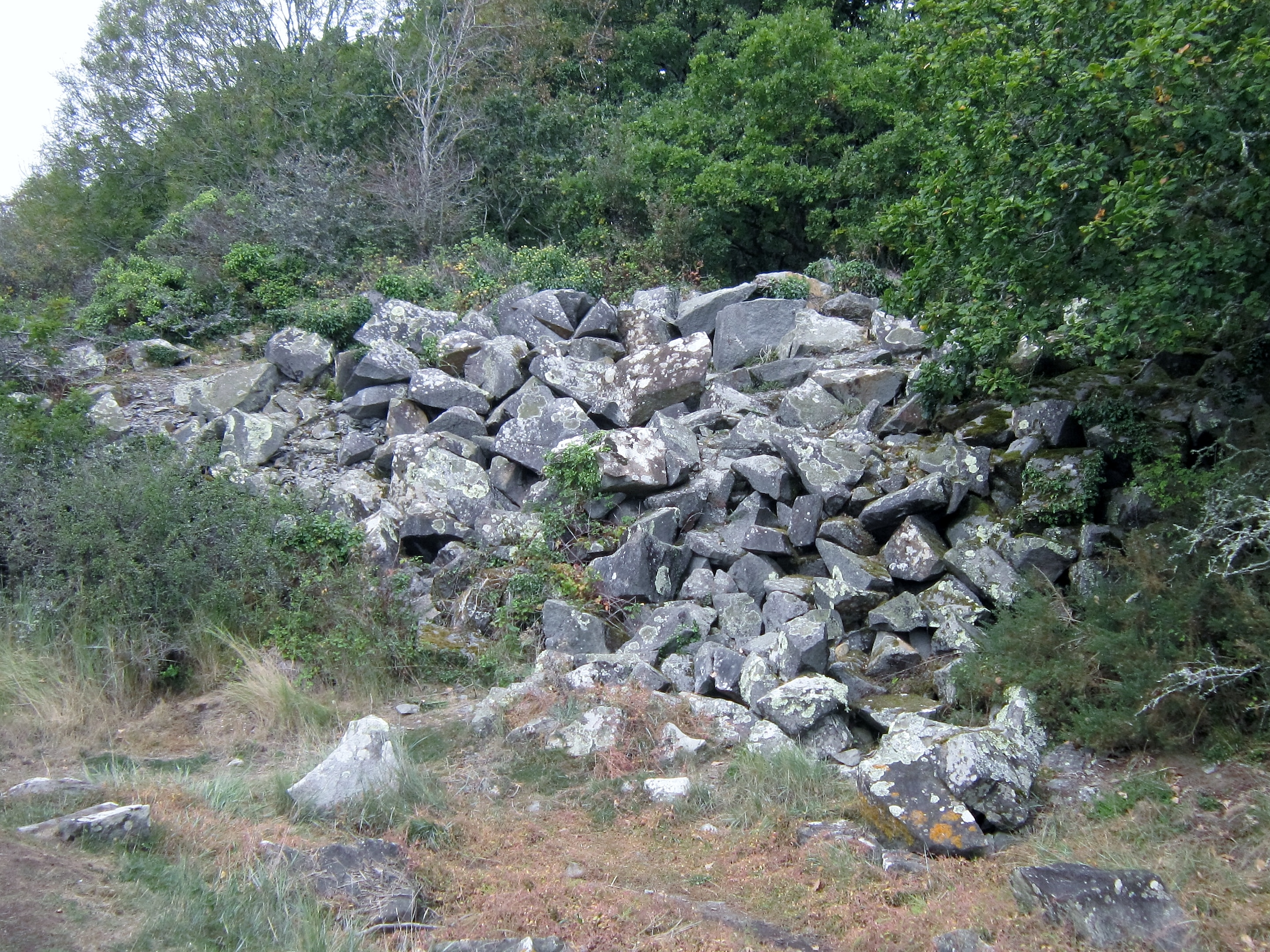
Blocs de kersantite (résidus de carrière) abandonnés le long du sentier piétonnier longeant la rive nord de la ria du Camfrout près de Kersanton.

## Un élément du patrimoine architectural breton
L'histoire du Kersanton est intimement liée à celle du patrimoine religieux breton. Pour Dany Sanquer, propriétaire de la carrière du Rhunvras, « cette roche est tendre et dure à la fois, très agréable à travailler, son grain fin et serré en fait une formidable matière. » Les carrières de l'Hôpital-Camfrout et celles de la pointe du château à Logonna-Daoulas, de Rosmellec à Daoulas et de Kersanton à Loperhet ont fourni une part non négligeable de la matière d'œuvre de la statuaire bretonne. Les premières utilisations remontent à l'ouverture du chantier de l'abbaye de Daoulas (1167-1179) et l'utilisation du Kersanton prend son essor au XIVe siècle avec le chantier ducal de la collégiale du Folgoët. C'est la pierre de prédilection des plus grands sculpteurs de la région (Roland Doré et Julien Ozanne). Parmi toutes les constructions et sculptures, citons les églises de Rumengol, de l'Hôpital-Camfrout, de Lampaul-Guimiliau, les ossuaires de Saint-Herbot, de Sizun, une partie du calvaire de Plougastel-Daoulas, les phares d'Eckmühl, de l'île Vierge, du Créac'h, de Kereon. Utilisation moins pacifique, le Kersanton a servi aussi à la fabrication des boulets de canon. Avant guerre, 450 ouvriers travaillaient la pierre dans six carrières de l'Hôpital-Camfrout et de Logonna-Daoulas. Il y a un siècle, ils étaient un millier. La dernière carrière, celle de Dany Sanquer à Run Vras, a cessé de fonctionner en 1987.

## Quelques monuments en pierre de Kersanton
De nombreux monuments ont été construits en kersantite, en raison de ses propriétés. Prosper Mérimée a décrit les qualités de la pierre de Kersanton : « La pierre employée à cet effet est éminemment propre à la sculpture d’ornements, par sa dureté et la finesse de son grain. Elle ne se polit jamais parfaitement et reste âpre au toucher… ».

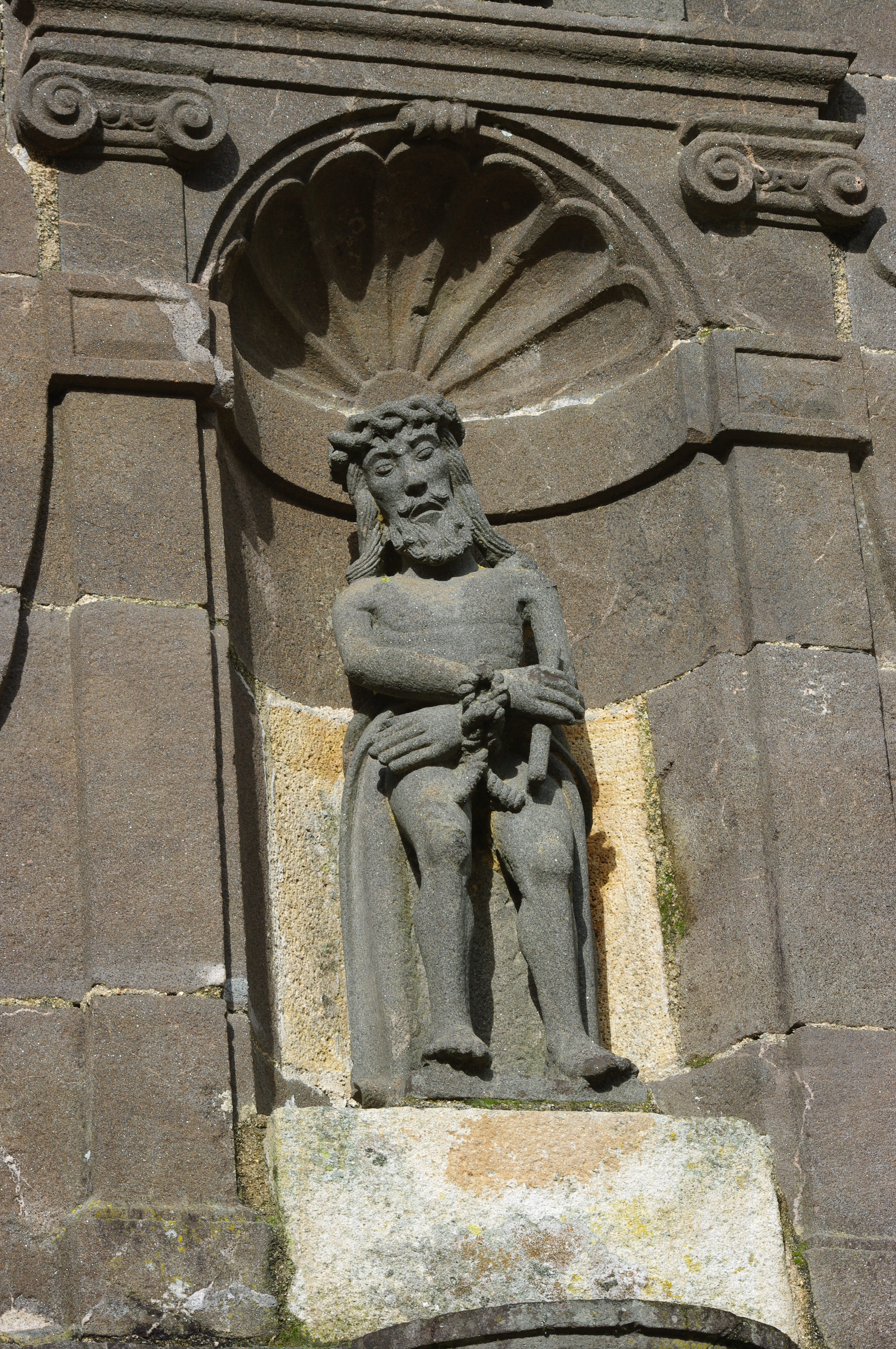
Christ aux liens, statue en kersanton, église d'Irvillac.

- le cloître de l'abbaye de Daoulas (construit au XIIe siècle).
- Un très grand nombre de calvaires bretons et de statues religieuses sont sculptés dans la pierre de Kersanton.
- La basilique du Folgoët est l'un des monuments les plus riches en kersantite.
- Le calvaire de Plougastel-Daoulas, en pierre de Kersanton complétée par la pierre ocre de Logonna-Daoulas, est l'un des plus grands de Bretagne. Il fut édifié entre 1602 et 1604, à la suite de la peste qui ravagea le pays en 1598. Le calvaire se compose de 110 personnages très variés.
- La statue d'Annaïg la Mam Goz (grand-mère en breton) du Faouët, sculpture de Louis-Henri Nicot, à l'Hôtel-Dieu de Rennes.
- La plus ancienne œuvre en pierre de Kersanton est le gisant de saint Ronan sur la commune de Locronan ; il daterait du début du XVe siècle[33],[29].
- Les églises de L'Hôpital-Camfrout, de Rumengol, de Lampaul-Guimiliau, de Rosnoën, etc.; le calvaire de Pleyben, etc. ; les porches des églises Saint-Houardon à Landerneau, de La Martyre, de Guimiliau, etc. ; l'ossuaire de Sizun.
- Le gisant de Gilles de Texue (musée naval du château de Brest).
- Le phare d'Eckmühl est construit en pierre de Kersanton. Il se situe à la pointe de Penmarc'h. Il est haut de 65 m. Sa construction commença en septembre 1893 et son inauguration eut lieu quatre ans plus tard, en octobre 1897.
- Les phares du Creac'h, de l'Île Vierge, de la Vieille, des Pierres Noires, de Kéréon, des Baleines sont aussi en kersantite.
- Les quais des ports du Havre, de Brest, de Douarnenez.
- De nombreux monuments aux morts, notamment ceux sculptés par René Quillivic (par exemple à Plozévet, Plouhinec, etc. ; il a aussi sculpté en kersanton les statues des couples de Léonards et Cornouallais situées aux deux extrémités du pont Albert Louppe), mais aussi d'autres, par exemple celui des Sables d'Olonne.
- En 2022, la kersantite est utilisée dans le cadre d’un projet participatif à Lannion, et une petite fille est sculptée dans cette pierre[34].

Cependant, malgré ce que prétend une légende persistante, il n'y a pas de pierre de Kersanton utilisée pour le socle de la statue de la Liberté à New York, qui est en fait constitué de béton et de granit provenant du Connecticut.

La kersantite a aussi beaucoup servi pour les travaux publics, par exemple pour la plupart des viaducs de la voie ferrée entre Châteaulin et Brest (sauf le viaduc de Daoulas) ou les fortifications littorales construites à l'époque de Napoléon III sur le pourtour de la rade de Brest.